# Oryzias
Los medakas y peces arroz del género Oryzias son peces de la familia adrianictíidos, distribuidos de una forma amplia por ríos y lagos de agua dulce del sureste asiático y la Wallacea. La mayoría de las especies son usadas con cierta importancia comercial en acuariología.
Su nombre procede del griego oryza, que significa "arroz", en alusión a que colonizan las plantaciones encharcadas de arroz.

## Especies
Se reconocen las siguientes especies:
- Oryzias asinua Parenti, Hadiaty, Lumbantobing & Herder, 2013[4]
- Oryzias bonneorum (Parenti, 2008)
- Oryzias carnaticus (Jerdon, 1849)
- Oryzias celebensis (Weber, 1894) - Medaka de Célebes
- Oryzias curvinotus (Nichols y Pope, 1927)
- Oryzias dancena (Hamilton, 1822)
- Oryzias eversi (Herder, Hadiaty & Nolte, 2012)
- Oryzias hadiatyae (Herder & Chapuis, 2010)
- Oryzias haugiangensis (Roberts, 1998)
- Oryzias hubbsi (Roberts, 1998)
- Oryzias javanicus (Bleeker, 1854) - Pez arroz de Java
- Oryzias latipes (Temminck & Schlegel, 1846) Pez arroz japonés
- Oryzias luzonensis (Herre & Ablan, 1934)
- Oryzias marmoratus (Aurich, 1935) - Medaka marmóreo
- Oryzias matanensis (Aurich, 1935) - Medaka matano
- Oryzias mekongensis (Uwa & Magtoon, 1986)
- Oryzias melastigma (McClelland, 1839)
- Oryzias minutillus (Smith, 1945) - Medaka enano
- Oryzias nebulosus (Parenti & Soeroto, 2004)
- Oryzias nigrimas (Kottelat, 1990) - Banderita negra
- Oryzias orthognathus (Kottelat, 1990) - Banderita picuda
- Oryzias pectoralis (Roberts, 1998)
- Oryzias profundicola (Kottelat, 1990) - Medaka aleta amarilla
- Oryzias sakaizumii (Asai, Senou & Hosoya, 2012) - Medaka del norta
- Oryzias sarasinorum (Popta, 1905) - Pececillo Sarasin
- Oryzias setnai (Kulkarni, 1940) - Pez arroz malabar
- Oryzias sinensis (Chen, Uwa & Chu, 1989) - Pez arroz chino
- Oryzias soerotoi Mokodongan, Tanaka y Yamahira, 2014
- Oryzias songkhramensis (Magtoon, 2010)
- Oryzias timorensis (Weber & de Beaufort, 1922)
- Oryzias uwai (Roberts, 1998)
- Oryzias wolasi Parenti, Hadiaty, Lumbantobing & Herder, 2013[4]
- Oryzias woworae (Parenti & Hadiaty, 2010)